# Bedford Park (London)
Der Bedford Park im Westen Londons galt lange Zeit als Prototyp der Gartenstädte und Vororte. 1875 kaufte Jonathan Thomas Carr 24 Hektar Land und begann mit der Planung ästhetischer und erschwinglicher Häuser und Grünflächen. Der Begriff „Gartenstadt“ geht jedoch zurück auf das von dem Briten Ebenezer Howard im Jahr 1898 in England entworfene Modell der planmäßigen Stadtentwicklung. Es diente als Gegenentwurf zur Verdichtung und zum unkontrollierten Wachstum neuer Stadtviertel am Rande bestehender Großstädte.